# 齋戒月行動
斋戒月行动（英語：Operation Ramadan）是两伊战争中伊朗发起的一次攻势。该行动于1982年7月在伊拉克巴士拉附近发起，是自二战以来最大规模的陆战。在此次战役中出现了人海战术。

## 背景
到1982年中期，大部分的伊拉克军队已经被逐出了伊朗领土，几乎失去了1980年入侵以来取得的所有战果。萨达姆·侯赛因以以色列入侵黎巴嫩为借口，寻求结束两伊战争并向巴勒斯坦人提供援助。鲁霍拉·穆萨维·霍梅尼拒绝了巴格达的停战提议，并着手准备向伊拉克进攻。
最初，德黑兰的一些人拒绝入侵的计划，表示此举会破坏伊朗的道德水准，并会削弱来自穆斯林国家因萨达姆入侵而给与的同情。这些人得到了伊朗军官团体的支持。然而，这些声音被德黑兰支持战争的声音淹没，他们声称可以通过利用狂热的战士和在伊拉克什叶派群体中激发反政府矛盾来击败巴格达。当时，伊朗人民沉醉于胜利的喜悦。入侵伊拉克的计划包括摧毁伊拉克边境部队，摧毁伊拉克第三军，并占领伊拉克第三大城市巴士拉。伊朗的终极目标被概括为流行的革命副歌“通往耶路撒冷的道路途径伊拉克城市卡尔巴拉”。现在伊拉克被伊朗视为向整个地区输出革命的垫脚石。“斋戒月行动”得名于行动的第一天恰逢斋月。

## 战役准备
如今伊拉克遭受了巨大损失，伊拉克空军仅有三分之一未受损伤。尽管如此，剩余的伊拉克陆军仍然保持戒备，因为伊朗在巴士拉以东的边境集结了一些部队。 数年前，萨达姆就在边境部署大量军队来防范伊朗入侵。虽然由于近期的失败而士气低落，但伊拉克军队相比伊朗军队拥有更好的补给、训练和情报。伊拉克人还制定了详细的土方作业和战壕计划，并设置了后方配有机枪、火炮和掩埋式坦克的雷区。
伊朗人的主要目标是摧毁巴士拉以北地区的伊拉克第三军。由于会在战场上遭遇坦克，伊朗训练了RPG小组，每个小组携带三发破甲弹。
伊朗的军官团体希望在武器出现短缺之前，直接对巴格达发动总攻并占领。然而，最终制定出的计划却是由伊斯兰革命卫队逐个地区地占领伊拉克，并希望借此在伊拉克什叶派中造成社会动荡。
伊朗计划在伊拉克南部靠近第二大城市巴士拉的地方发动进攻。这场“斋戒月行动”涉及双方超过180,000名士兵，是二战以来规模最大的陆战之一。大部分伊朗部队已经布置在该地区，总司令拉夫桑贾尼和德黑兰的大多数领导人都预计伊拉克受压迫的什叶派人会反抗萨达姆的统治， 这将帮助伊朗占领伊拉克南部，接下来是北部的库尔德斯坦（在库尔德革命者的帮助下），最后从三个方向共同进逼伊拉克中部（包括首都巴格达），进而使萨达姆政府垮台。尽管库尔德战士在伊拉克北部提供了支持，但期望中的什叶派叛乱并未在伊拉克南部出现。伊朗的战略还需要他们对伊拉克防线的最薄弱点发动重点攻击。然而，伊拉克人提前知晓了伊朗的作战计划，并将他们的所有部队都转移到了伊朗人计划进攻的地区。伊拉克人还配备了催泪瓦斯来对付敌人，这将是两伊战争期间首次使用化学战。

## 战役经过
在战斗之前，前线进行了两天猛烈的火炮互射。然后，在7月13日，以下无线电代码在伊朗的广播频率上播放：
Ya saheb az zaman! Ya saheb az zaman! (时间之主啊！时间之主啊！意即第十二伊玛目穆罕默德·马赫迪·蒙塔扎尔)
超过100,000伊斯兰革命卫队和巴斯基志愿者向伊拉克防线发起冲锋。伊拉克军队驻在强大的防御工事中，并建立了一个由碉堡、火炮和成排的掩埋式坦克组成的火力网。伊拉克士气高涨，因为他们现在由入侵者变成了为保卫国家而战。萨达姆还将伊拉克军队的规模扩大了一倍多，从200,000名士兵（12个师和3个独立旅）扩编到500,000人（23个师和9个旅）的规模。
进攻的伊朗常规军包括第16、第88和第92装甲师，以及第21、40和77机械化师。
巴斯基对伊拉克阵地发动人海战术式的攻击。他们的进攻受到伊斯兰历史上阿舒拉、卡尔巴拉战役和殉教的激励。有时候，一位年长的士兵会去扮演伊玛目侯赛因的角色，骑着一匹白马沿着士兵列队疾驰而过，给缺少经验的士兵提供启示。巴斯基战士仅接受了伊斯兰革命卫队为期一周的基本军事训练，就被直接派往前线。由于与伊朗常规军存在龃龉，这类人海战术进攻通常没有得到其他军事单位的支持。他们遭到了来自伊拉克防线火炮、火箭弹和坦克的猛烈攻击，承受了巨大的损失。
到7月16日，伊朗部队在第一次攻击中成功地突破伊拉克的前线防线，他们付出了大量人员伤亡的代价，在伊拉克境内推进了最深16公里，并声称已经占领了288平方公里伊拉克领土。伊朗部队最多已经深入到阿拉伯河的支流库塔伊巴河，但未能渡过它。然后，伊拉克军抵挡住了伊朗的主要攻势，并且在战斗轰炸机的支持下发动了正面和侧翼的反击，将伊朗部队反推回距离边境4公里处。
伊拉克军使用配备HOT式反坦克导弹的米-25雌鹿直升机和瞪羚直升机来对抗伊朗的机械化步兵和坦克。这些在东德顾问的帮助下组建的直升机猎杀小组，给伊朗造成了重大杀伤。伊拉克的米格-23和伊朗的F-4之间进行了空中混战。在这场战役中，伊拉克军还首次使用了化学武器，发射了大量非致命的催泪瓦斯，使进攻的整个伊朗师陷入混乱。
7月21日，伊朗尝试进行第二次攻势，并再次突破伊拉克防线。然而，在距离巴士拉仅13公里的地方，装备简陋的伊朗部队被三面包围，同时伊拉克军动用重武器进行反击，切断了他们和后勤补给部队的联系。伊拉克的反击再次将伊朗部队推回到他们的起点，战斗放缓至胶着状态。伊朗的AH-1眼镜蛇直升机在最后危急时刻发动攻击，才避免了伊朗部队的全面崩溃。月底，伊朗在霍拉姆沙赫尔-巴格达公路地区附近发起三次类似的进攻，但都未取得明显进展。
伊朗在8月1日发起了最后一次进攻，伊朗部队尽了最后的努力，攻击了伊拉克边境的防线，在8月3日战斗平息之前占领了一小块土地。
伊拉克集中了第3、第9和第10三个装甲师，进行反击以防止前线崩溃。他们以惨重的损失终结了伊朗的突破攻势，特别是第9装甲师几乎被全歼，不得不解散，至今仍未重建。

## 结果
这次行动是伊朗众多灾难性攻势中的第一次，双方都有数千人丧生。伊朗以极大的代价，只取得了非常有限的领土。根据学者Rob Johnson的说法，“从任何标准来看，斋月行动都是领导和战略层级犯罪式的失败。” 这场战役使两伊战争的伤亡增加到了80,000人死亡、200,000人受伤和45,000人战俘。从一开始，伊朗部队就缺乏有效的指挥、空中支援和后勤来维持攻势。在接下来的几年，萨达姆侯赛因里数次提议停火，但霍梅尼都没有接受。